# Den forfulgte Brudgom
Den forfulgte Brudgom er en dansk stumfilm fra 1917, der er instrueret af Lau Lauritzen Sr. efter manuskript af Helen Gammeltoft.

## Handling
Denne artikel mangler et handlingsreferat. Hjælp os med at skrive det.

## Medvirkende
- Frederik Buch - Lohengrin-Jensen, direktør
- Astrid Krygell - Direktørens kone
- Helen Gammeltoft - Gertie, direktørdatter
- Rasmus Christiansen - Max Williams
- Lauritz Olsen - Dick, Max' ven
- Stella Lind - Kitty Lindley